# 2-Nonanol
2-Nonanol je jednostavan alkohol. On ima miris krastavca. Prisutan je u ostrigama. Nekoliko vrsta insekata ga koristi kao feromon. On je komercijalno dostupan.